# Бамбуковая жена
Бамбуковая жена (кит. упр. 竹夫人, пиньинь zhúfūrén; кантонский: jūkfūyàhn; вьетнамский: trúc phu nhân; кор. 죽부인, jukbuin; японский: chikufujin) — полое изделие размером с человека, сплетённое из бамбука.
Изделие пользуется популярностью в странах Юго-Восточной Азии и предназначено для более комфортного засыпания жаркими ночами: обняв «бамбуковую жену», человек испытывает приток воздуха к большей поверхности тела и за счёт испарения пота с этих частей тела — охлаждается.